# Torre del Rellotge (Olesa de Montserrat)
La torre del Rellotge és un edifici d'Olesa de Montserrat (Baix Llobregat) inclòs a l'Inventari del Patrimoni Arquitectònic de Catalunya.

## Descripció

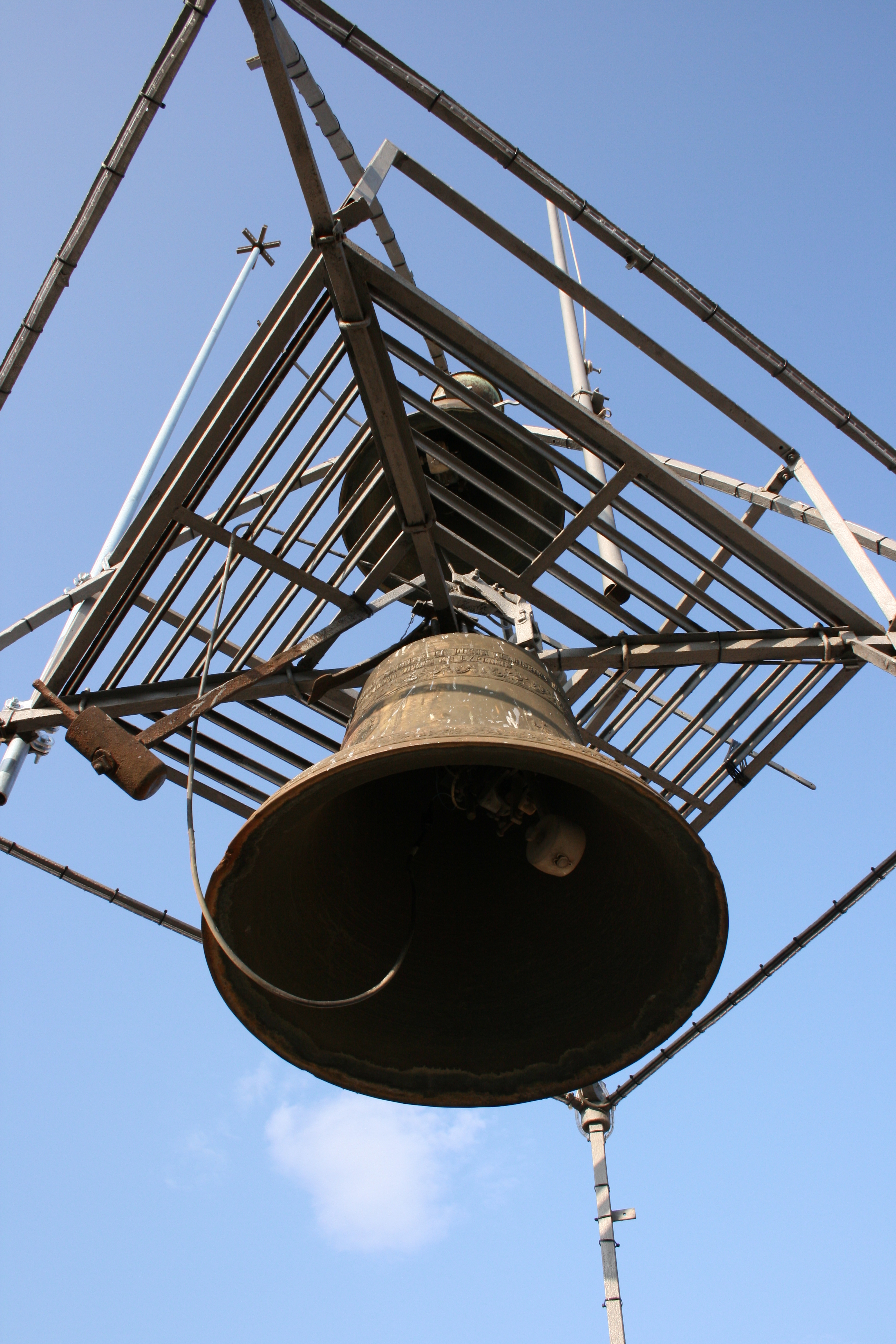
Campana de la Torre del Rellotge

És potser un dels elements més significatius i representatius de la vila d'Olesa de Montserrat. Es troba dins del nucli antic d'Olesa de Montserrat, a la Plaça Nova, just a l'inici del Carrer de l'Església, i és costat per costat de la rectoria i a tocar de l'església parroquial de Santa Maria d'Olesa. Tot i ser actualment la torre del rellotge municipal, té les característiques d'una torre de defensa i en època medieval havia estat lligada a una construcció amb tipologia de castell. A principis del segle xvi se li donà l'alçada que té ara.
Campanar de planta quadrada, inacabat, construït amb pedra irregular i carreus de gres roig a les cantonades. Molt possiblement s'aixecà sobre les restes d'alguna de les torres de l'antic Castell d'Olesa, totalment desaparegut. Al capdamunt està coronada per un cos octogonal de petita alçada sobre el qual hi ha un element de ferro forjat que allotja les dues campanes del rellotge municipal. A la façana de migdia hi ha una porta a la base i dues petites finestres, a més d'un rellotge; la resta és totalment cega. Les façanes de migdia i llevant són lliures, mentre que les altres tenen adossades edificacions (a ponent, l'església). Les cantonades estan construïdes amb carreus i la resta de la torre, amb plementeria de pedra i argamassa.

## Història
Durant el segle xviii i fins a inicis del segle xx va allotjar la presó d'Olesa. D'uns anys ençà es confon erròniament amb el "campanar" de l'església. Cal dir al respecte que el campanar de l'església de Santa Maria d'Olesa va ser destruït amb la guerra civil espanyola i des d'aleshores el cloquer de l'església olesana és un petit campanaret d'espadanya construït just a sobre de l'edifici de la rectoria. L'any 2005 va ser objecte d'un procés de consolidació de la seva estructura per part de l'Ajuntament d'Olesa de Montserrat.